# Slalomvärldsmästerskapen i kanotsport 2017
Slalomvärldsmästerskapen i kanotsport 2017 anordnades den 22 september-1 oktober i Pau, Frankrike. 

## Medaljsummering

### Medaljtabell
| Pl.    | Nation         | Guld | Silver | Brons | Totalt |
| ------ | -------------- | ---- | ------ | ----- | ------ |
| 1      | Tjeckien       | 3    | 2      | 3     | 8      |
| 2      | Frankrike      | 2    | 2      | 1     | 5      |
| 3      | Storbritannien | 2    | 1      | 0     | 3      |
| 4      | Tyskland       | 2    | 0      | 2     | 4      |
| 5      | Slovakien      | 1    | 3      | 1     | 5      |
| 6      | Australien     | 1    | 1      | 1     | 3      |
| 7      | Slovenien      | 1    | 0      | 2     | 3      |
| 8      | Brasilien      | 0    | 1      | 1     | 2      |
| 9      | Österrike      | 0    | 1      | 0     | 1      |
| 9      | Italien        | 0    | 1      | 0     | 1      |
| 11     | Nya Zeeland    | 0    | 0      | 1     | 1      |
| Totalt | Totalt         | 12   | 12     | 12    | 36     |

### Herrar
| Gren        | Guld                                                                                              | Poäng  | Silver                                                                                | Poäng  | Brons                                                                                                 | Poäng  |
| C-1         | Benjamin Savšek Slovenien                                                                         | 94,81  | Alexander Slafkovský Slovakien                                                        | 96,29  | Michal Martikán Slovakien                                                                             | 98,23  |
| C-1 lag     | Slovakien Matej Beňuš Alexander Slafkovský Michal Martikán                                        | 95,44  | Storbritannien Ryan Westley David Florence Adam Burgess                               | 98,44  | Frankrike Denis Gargaud Chanut Martin Thomas Edern Le Ruyet                                           | 98,72  |
| C-2         | Frankrike Gauthier Klauss/Matthieu Péché                                                          | 105,30 | Slovakien Ladislav Škantár/Peter Škantár                                              | 105,37 | Tyskland Robert Behling/Thomas Becker                                                                 | 106,15 |
| C-2 lag     | Frankrike Gauthier Klauss/Matthieu Péché Nicolas Scianimanico/Hugo Cailhol Pierre Picco/Hugo Biso | 104,99 | Tyskland Robert Behling/Thomas Becker Kai Müller/Kevin Müller Franz Anton/Jan Benzien | 106,80 | Slovakien Ladislav Škantár/Peter Škantár Tomáš Kučera/Ján Bátik Pavol Hochschorner/Peter Hochschorner | 108,16 |
| K-1         | Ondřej Tunka Tjeckien                                                                             | 91,84  | Vít Přindiš Tjeckien                                                                  | 91,86  | Peter Kauzer Slovenien                                                                                | 92,13  |
| K-1 lag     | Tjeckien Jiří Prskavec Ondřej Tunka Vít Přindiš                                                   | 93,06  | Frankrike Boris Neveu Mathieu Biazizzo Sébastien Combot                               | 94,07  | Slovenien Peter Kauzer Martin Srabotnik Žan Jakše                                                     | 94,41  |
| K-1 Extreme | Vavřinec Hradilek Tjeckien                                                                        |        | Boris Neveu Frankrike                                                                 |        | Michael Dawson Nya Zeeland                                                                            |        |

### Damer
| Gren        | Guld                                                          | Poäng  | Silver                                                    | Poäng  | Brons                                                 | Poäng  |
| C-1         | Mallory Franklin Storbritannien                               | 109,09 | Tereza Fišerová Tjeckien                                  | 113,21 | Ana Sátila Brasilien                                  | 114,29 |
| C-1 lag     | Storbritannien Mallory Franklin Kimberley Woods Eilidh Gibson | 117,63 | Australien Jessica Fox Noemie Fox Rosalyn Lawrence        | 119,28 | Tjeckien Tereza Fišerová Monika Jančová Eva Říhová    | 122,7  |
| K-1         | Jessica Fox Australien                                        | 97,14  | Jana Dukátová Slovakien                                   | 101,76 | Ricarda Funk Tyskland                                 | 102,62 |
| K-1 lag     | Tyskland Jasmin Schornberg Ricarda Funk Lisa Fritsche         | 103,60 | Österrike Corinna Kuhnle Lisa Leitner Viktoria Wolffhardt | 103,80 | Australien Jessica Fox Rosalyn Lawrence Kate Eckhardt | 108,44 |
| K-1 Extreme | Caroline Trompeter Tyskland                                   |        | Ana Sátila Brasilien                                      |        | Amálie Hilgertová Tjeckien                            |        |

### Mixed
| Gren | Guld                                 | Poäng | Silver                                | Poäng | Brons                               | Poäng |
| C-2  | Frankrike Margaux Henry/Yves Prigent |       | Italien Niccolo Ferrari/Stefanie Horn |       | Tjeckien Veronika Vojtová/Jan Mašek |       |